# La Cruz (diari)
La Cruz va ser un diari tarragoní publicat per primera vegada al 1901 i que es va dissoldre a l'any 1936.

## Història
La Cruz era un diari tarragoní que defensava la política d'Acció Catòlica. Al número del 21 de gener del 1933 podem constatar-ho: 
"Es conforme el orden establecido por Dios que existan en la sociedad humana gobernantes y gobernados, jefes de empresas y obreros, ricos y pobres, sabios e ignorantes, que todos unidos por un lazo de amor, se deben ayudar recíprocamente para alcanzar su último fin en el cielo y en la tierra su bienestar material y moral. Los ciudadanos de una nación deben respetar y honorar a los que ostentan la autoridad civil, porque son los representantes de Dios."
El seu propòsit principal era ser el portaveu del catolicisme a Tarragona, Catalunya, Espanya i el món. Donaven a conèixer entre les seves pàgines a grups catòlics tarragonins i d'altres documents com encícliques papals, cartes episcopals i arquebisbals...
Polemitzen amb El Diari de Tarragona, La Traca, El Heraldo, La Calle, El Crisol... Bàsicament anaven en contra dels socialistes i comunistes pel perill de caure en el marxisme.
Dedica molta atenció als temes de caràcter local com el proveïment d'aigua a la ciutat, el patrimoni cultural-artístic, la cultura de la dona, etc.

## Aspectes tècnics
Aquest diari constava de 4 pàgines encara que hi havia de 6 i de 8 amb 5 columnes. Les pàgines tenien un format de 48x34 cm. Els titulars publicats eren informatius, propagandístics i sensacionalistes, hi abunden les fotografies però no els dibuixos ni les il·lustracions. El seu preu era de 10 cèntims, al 1935 es comencen a vendre per 15.

## Seccions i col·laboradors
Les seccions que es podien llegir a La Cruz eren "L'Editorial", "Notas locales", "Gacetilla" dins de l'anterior, "Impressions de la Terra Santa", "Crònica religiosa", "Mundo católico", "Associació de Cultura de la Dona Reusenca", "Crònica Comarcal", "De Re Literaria", "Deportives", "Conferencias telegráficas", "Pedriscos", "La Nube", "Resumen de Prensa", "Fíjate lector", "Particulares", "Centros oficiales", "Rimas domingueras", "Noticiario Breve", "Panorama político", "Cuento semanal", "Medall", "De sociedad", "Notes oficioses", "Noticiari fejocista", "Tribuna Libre", "Bibliografía", "Cinema", "Cartellera" dins de l'anterior, "Del estranjero", "Llampecs esportius", "Mossegades" i "2 minuts d'actualitat".
Els col·laboradors habituals eren E. Torkal, Miquel Melendres, Severo Canton, "Currito de la Cruz", Joan Vallesca, Marcial Rosell, Miquel Vilatimo, Eudald Melendes i Rué, J. Blanch i Boes, Tomás Capdevila i Miguel, Manuel Brunet, Carles Vila, Federico de Iranzo, A. Gavaldà López, Vicente Paniagua, Pickwick...

## Audax: suplement de La Cruz
Portaveu del Grup de Joves Cristians de Catalunya és el suplement del diari catòlic La Cruz (anava encaixat). Era el Portaveu del grup anomenat "Fejocistes". Es va començar a publicar al 1932 i es va dissoldre al 1936.
A través del suplement Audax es podia seguir el moviment dels Joves Cristians de Catalunya dels quals el cardenal Vidal i Barraquer en fou entusiasta. El consiliari d'aquest grup tarragoní era el canonge Josep Cartanyà. En un número es podia llegir "La nostra entitat és l'acció catòlica, no l'acció política ni sindical."
Com a aspectes tècnics trobem que tenia dues pàgines a cinc columnes amb una mida de 35 x 49 cm.
Com a col·laboradors habituals hi trobem a Joan Cusidó i Piñol, Josep M. Domingo, els canonges Vicenç Nolla i Miquel Melendres, Enric Olivé i Martínez, entre d'altres.

## Localització
- Biblioteca Virtual de Premsa Històrica
- Biblioteca Hemeroteca Municipal de Tarragona